# Liparis (Orchidaceae)
Liparis es un género que tiene asignada unas 400 especies de orquídeas, de la tribu Malaxideae de la familia (Orchidaceae). Tiene una distribución cosmopolita. Comprende 690 especies descritas y de estas, solo 363 aceptadas.

## Descripción
Son orquídeas de hábitos terrestres o raras veces epífitas, con rizoma a menudo largo y rastrero; tallos secundarios solitarios o cespitosos, raras veces distanciados, la base a menudo engrosada formando un pseudobulbo ovoide-cónico de varios entrenudos o un cormo subterráneo, foliados. Hojas solitarias y terminales saliendo del cormo, coriáceas o herbáceas y no plicadas, o sino algunas veces 2–5 saliendo del pseudobulbo, entonces delgadas y plicadas; pecíolo generalmente envainando los tallos o escapos. Inflorescencias en racimos laxos hasta densos, paucifloros hasta multifloros, terminales y erectos, las flores pequeñas hasta medianas, resupinadas; sépalos libres, similares, patentes, generalmente con bordes revolutos; pétalos por lo general más angostos que los sépalos (a menudo filiformes); labelo erecto, cortamente adnado a la base de la columna o libre, sésil o generalmente algo unguiculado, simple, raras veces 3-lobado o laciniado, más ancho que los sépalos; columna relativamente alargada, por lo general bastante delgada, encorvada, semiterete, sin pie pero a menudo engrosada en la base, con un par de alas angostas en el ápice, la antera terminal, operculada, incumbente, polinios 4, ceráceos, ovoides. Cápsulas elipsoides hasta obovoides.

## Distribución y hábitat
Género bastante complejo, con unas 350 especies, distribuidas en las regiones templadas y tropicales de todo el mundo; 4 especies se conocen en Nicaragua. Su mayor concentración se encuentra en Asia tropical y Oceanía. Está relacionado con Malaxis, pero se distingue por la columna más alargada y la antera incumbente.

## Taxonomía
El género fue descrito por  Louis Claude Marie Richard y publicado en De Orchideis Europaeis Annotationes 21, 30, 38 (1817).
Etimología
Liparis; nombre genérico latíno que deriva del griego Liparos (λιπαρός) que significa "grasa, rico o brillante." Este nombre se refiere a la textura (sensación) de las hojas de estas plantas: que se producen casi aceitosas y brillantes.